# Deutsche Meisterschaften 1929
Als Deutsche Meisterschaft(en) 1929 oder DM 1929 bezeichnet man folgende Deutsche Meisterschaften, die im Jahr 1929 stattgefunden haben:
- Deutsche Eishockey-Meisterschaft 1929
- Deutsche Fechtmeisterschaften 1929
- Deutsche Leichtathletik-Meisterschaften 1929
- Deutsche Ringermeisterschaften 1929
- Deutsche Schwimmmeisterschaften 1929
- Deutsches Meisterschaftsrudern 1929